# Reggina Calcio
El Reggina Calcio és un club de futbol d'Itàlia, de la ciutat de Reggio di Calabria, a Calàbria. Va ser fundat el 1914 i actualment juga a la Serie B de la lliga italiana.

## Palmarès
- Serie C: 2

1964-1965 (Sud)
2019-2020 (girone C)
- Serie C1: 1

1994-1995 (girone B)
- Serie C2: 1

1983-1984 (girone C)
- IV Serie: 1

1955-1956 (girone H)